# Optical Carrier
 (août 2015).
Si vous disposez d'ouvrages ou d'articles de référence ou si vous connaissez des sites web de qualité traitant du thème abordé ici, merci de compléter l'article en donnant les références utiles à sa vérifiabilité et en les liant à la section « Notes et références ».
Basé sur un signal optique multiple de 51,84 Mbit/s, le standard Optical Carrier a été défini selon le modèle SONET. Il répertorie plusieurs types de lignes en fonction de leur débit.
Sa syntaxe est OC-x avec x le coefficient multiplicateur. Par exemple OC-3 = 3*51.84 = 155,52 Mbit/s.
- OC-1 51,84
- OC-3 155,52
- OC-6 311,04
- OC-9 466,56
- OC-12 622,08
- OC-18 933,12
- OC-24 1 244,16
- OC-36 1 866,24
- OC-48 2 488,32

Quand la lettre « c » est attachée derrière OC-x, cela signifie que la fibre n’est pas multiplexée. Par exemple OC-36c est un seul canal de 1,86 Gbit/s